# Championnat de Mongolie de football 2006
Navigation
Saison 2003 Saison suivante
La saison 2006 du Championnat de Mongolie de football est la onzième édition de la MFF League, le championnat de première division en Mongolie. La saison est scindée en plusieurs phases :
- Les douze équipes sont réparties en trois poules de quatre équipes, qui s'affrontent une fois. Les deux premiers et les deux meilleurs seconds se qualifient pour la seconde phase.
- Lors de la seconde phase, les huit qualifiés sont à nouveau réparties en deux poules et se rencontrent une fois. Le premier de chaque groupe participe à la finale, le second joue la rencontre pour la troisième place.
- Le titre se joue sur une seule rencontre, entre les deux formations ayant terminé en tête de la poule de la seconde phase.

C'est le club de Khasiin Khulguud qui remporte la compétition cette saison après avoir battu en finale le tenant du titre, Khoromkhon. Il s'agit du tout premier titre de champion de Mongolie de l'histoire du club.

## Les clubs participants
- Khoromkhon
- Kharaatsai
- Khangarid
- Selenge Press
- Ulaanbaatar Mazaalai
- FC Ulaanbaatar
- Zamin Od
- Baganoor
- Khasiin Khulguud
- Zamchin
- Khotol
- Darkhan

## Compétition
Le barème de points servant à établir les différents classements se décompose ainsi :
- Victoire : 3 points
- Match nul : 1 point
- Défaite : 0 point

### Première phase
| Rang | Équipe      | Pts | J | G | N | P | Bp | Bc | Diff |  | Résultats (▼ dom., ► ext.) | Khor | Zamc | Dark | Khot |
| ---- | ----------- | --- | - | - | - | - | -- | -- | ---- |  | -------------------------- | ---- | ---- | ---- | ---- |
| 1    | KhoromkhonT | 7   | 3 | 2 | 1 | 0 | 18 | 1  | +17  |  | KhoromkhonT                |      | 0-0  | 6-1  | 12-0 |
| 2    | Zamchin     | 5   | 3 | 1 | 2 | 0 | 11 | 5  | +6   |  | Zamchin                    |      |      | 3-3  | 8-2  |
| 3    | Darkhan     | 4   | 3 | 1 | 1 | 1 | 16 | 9  | +7   |  | Darkhan                    |      |      |      | 12-0 |
| 4    | Khotol      | 0   | 3 | 0 | 0 | 3 | 2  | 32 | -30  |  | Khotol                     |      |      |      |      |

| Rang | Équipe               | Pts | J | G | N | P | Bp | Bc | Diff |  | Résultats (▼ dom., ► ext.) | Sele | Maza | Khas | Ulaa |
| ---- | -------------------- | --- | - | - | - | - | -- | -- | ---- |  | -------------------------- | ---- | ---- | ---- | ---- |
| 1    | Selenge Press        | 5   | 3 | 1 | 2 | 0 | 10 | 5  | +5   |  | Selenge Press              |      | 7-2  | 1-1  | 2-2  |
| 2    | Ulaanbaatar Mazaalai | 5   | 3 | 1 | 2 | 0 | 5  | 2  | +3   |  | Ulaanbaatar Mazaalai       |      |      | 1-1  | 3-2  |
| 3    | Khasiin Khulguud     | 3   | 3 | 0 | 3 | 0 | 5  | 5  | 0    |  | Khasiin Khulguud           |      |      |      | 2-2  |
| 4    | FC Ulaanbaatar       | 1   | 3 | 0 | 1 | 2 | 4  | 12 | -8   |  | FC Ulaanbaatar             |      |      |      |      |

| Rang | Équipe     | Pts | J | G | N | P | Bp | Bc | Diff |  | Résultats (▼ dom., ► ext.) | Khan | Khar | Baga | Zami |
| ---- | ---------- | --- | - | - | - | - | -- | -- | ---- |  | -------------------------- | ---- | ---- | ---- | ---- |
| 1    | Khangarid  | 9   | 3 | 3 | 0 | 0 | 27 | 1  | +26  |  | Khangarid                  |      | 6-0  | 11-1 | 10-0 |
| 2    | Kharaatsai | 6   | 3 | 2 | 0 | 1 | 11 | 8  | +3   |  | Kharaatsai                 |      |      | 6-2  | 5-0  |
| 3    | Baganoor   | 3   | 3 | 1 | 0 | 2 | 11 | 18 | -7   |  | Baganoor                   |      |      |      | 8-1  |
| 4    | Zamin Od   | 0   | 3 | 0 | 0 | 3 | 1  | 23 | -22  |  | Zamin Od                   |      |      |      |      |

|  | Qualification pour la seconde phase |
|  | T : Tenant du titre                 |

### Seconde phase
| Rang | Équipe               | Pts | J | G | N | P | Bp | Bc | Diff |  | Résultats (▼ dom., ► ext.) | Khor | Khan | Dark | Maza |
| ---- | -------------------- | --- | - | - | - | - | -- | -- | ---- |  | -------------------------- | ---- | ---- | ---- | ---- |
| 1    | KhoromkhonT          | 9   | 3 | 3 | 0 | 0 | 9  | 1  | +8   |  | KhoromkhonT                |      | 3-1  | 5-0  | 1-0  |
| 2    | Khangarid            | 6   | 3 | 2 | 0 | 1 | 9  | 4  | +5   |  | Khangarid                  |      |      | 5-0  | 3-1  |
| 3    | Darkhan              | 3   | 3 | 1 | 0 | 2 | 3  | 11 | -8   |  | Darkhan                    |      |      |      | 3-1  |
| 4    | Ulaanbaatar Mazaalai | 0   | 3 | 0 | 0 | 3 | 2  | 7  | -5   |  | Ulaanbaatar Mazaalai       |      |      |      |      |

| Rang | Équipe           | Pts | J | G | N | P | Bp | Bc | Diff |  | Résultats (▼ dom., ► ext.) | Khas | Khar | Zamc | Sele |
| ---- | ---------------- | --- | - | - | - | - | -- | -- | ---- |  | -------------------------- | ---- | ---- | ---- | ---- |
| 1    | Khasiin Khulguud | 9   | 3 | 3 | 0 | 0 | 6  | 3  | +3   |  | Khasiin Khulguud           |      | 3-2  | 2-1  | 1-0  |
| 2    | Kharaatsai       | 6   | 3 | 2 | 0 | 1 | 8  | 6  | +2   |  | Kharaatsai                 |      |      | 3-2  | 3-1  |
| 3    | Zamchin          | 3   | 3 | 1 | 0 | 2 | 6  | 6  | 0    |  | Zamchin                    |      |      |      | 3-1  |
| 4    | Selenge Press    | 0   | 3 | 0 | 0 | 3 | 2  | 7  | -5   |  | Selenge Press              |      |      |      |      |

|  | Qualification pour la finale                   |
|  | Participation au match pour la troisième place |
|  | T : Tenant du titre                            |

### Match pour la troisième place
| Équipe 1  | Résultat | Équipe 2   |
| --------- | -------- | ---------- |
| Khangarid | 2 - 1    | Kharaatsai |

### Finale
| Équipe 1         | Résultat      | Équipe 2   |
| ---------------- | ------------- | ---------- |
| Khasiin Khulguud | 2 - 2 4-2 tab | Khoromkhon |

## Bilan de la saison
| Championnat de Mongolie de football 2006 |                              |
| Champion                                 | Khasiin Khulguud (1er titre) |
| Coupes et trophées                       |                              |
| Vainqueur de la Coupe de Mongolie 2006   | Non disputée                 |
| Qualifications continentales             |                              |
| Coupe du président de l'AFC 2007         | Aucun                        |
| Promotions et relégations                |                              |
| Promus en MFF League                     | Aucun                        |
| Relégués en B Division League            | Aucun                        |